# Giuseppe Nazzaro
Giuseppe Nazzaro OFM (ur. 22 grudnia 1937 w San Potito Ultra, zm. 26 października 2015 w Avellino) − włoski biskup, franciszkanin, członek Kustodii Ziemi Świętej, Kustosz Ziemi Świętej (1992–1998), wikariusz apostolski Aleppo (2003-2013), poliglota.

## Życiorys
Giuseppe Nazzaro urodził się 22 grudnia 1937 w San Potito Ultra w Kampanii. W 1950 rozpoczął naukę w Międzynarodowym Kolegium Franciszkańskim Ziemi Świętej w Rzymie. Szkołę średnią kontynuował w Emaus w Izraelu. Nowicjat w Zakonie Braci Mniejszych rozpoczął 4 października 1956 w Betlejem. Profesję wieczystą złożył 8 grudnia 1960. Studia filozoficzno-teologiczne ukończył w Betlejem i Jerozolimie w Studium Theologicum Jerosolimitanum. Święcenia kapłańskie przyjął 29 czerwca 1965. Po roku służby w bazylice Bożego Grobu, został wydelegowany do Aleppo w Syrii. W 1968 rozpoczął studia w rzymskim Antonianum. Zdobył licencjat z teologii dogmatycznej. W 1971 został mianowany proboszczem w Aleksandrii w Egipcie. Następnie pracował w Kairze jako gwardian i proboszcz parafii św. Józefa. Wikariusz apostolski w Egipcie mianował go również wikariuszem biskupim dla regionu kairskiego i Górnego Egiptu. Następnie pracował w Maadi i w Szarm el-Szejk jako kapelan wojskowy. W latach 1986–1992 o. Nazzaro był sekretarzem Kustodii Ziemi Świętej, rezydując w Jerozolimie w klasztorze Najświętszego Zbawiciela. W latach 1987–1992 był też sekretarzem Konferencji Ministrów Prowincjalnych Bliskiego Wschodu i Afryki Północnej. W 1992 został wybrany Kustoszem Ziemi Świętej. Po wygaśnięciu mandatu kustosza był gwardianem w Neapolu, a od 2001 gwardianem i proboszczem w Damaszku.
21 listopada 2002 o. Nazzaro został mianowany przez papieża Jana Pawła II wikariuszem apostolskim Aleppo oraz biskupem tytularnym Formy. Sakrę biskupią przyjął w bazylice na Watykanie 6 stycznia 2003.
15 kwietnia 2013 papież Franciszek przyjął jego rezygnację z urzędu złożoną ze względu na wiek. Bp Nazzaro zmarł 26 października 2015 w szpitalu San Giuseppe Moscati w Avellino. Został pochowany w San Potito Ultra.